# マイペース (SunSet Swishの曲)
「マイペース」は、SunSet Swishの楽曲で、インディーズ3枚目のシングル。2006年3月1日にミュージックレインから発売。
公式ページのキャッチコピーは、『SSS　ライブ人気NO.1！楽曲、遂にリリース！！』。

## 解説
表題曲は、アニメ『BLEACH』のエンディングテーマに起用され、前作に続いてアニメタイアップとなった。
初回仕様には、『BLEACH』書き下ろし絵柄デカラベル（シール）と、『BLEACH』書き下ろしカレンダーが封入。
オリコンシングルチャートで初登場8位を記録し、その後6位まで上昇。グループ初のヒット曲となり、2週目で売り上げが10万枚を突破し、累計では20万枚以上を売り上げた。また、今作のヒットで、テレビ朝日系の音楽番組『ミュージックステーション』（2006年3月17日放送分）に初出演した。

## 収録曲
1. マイペース [4:26]
作詞・作曲:石田順三　編曲:坂本昌之・SunSet Swish
  - テレビ東京系アニメ『BLEACH』第6期エンディングテーマ[3]。
  - PVには、前作から引き続き要潤が出演している。なお、PVで共演した要と加藤美佳（現・我謝レイラニ）とは、いずれも東映制作の特撮テレビドラマ仮面ライダーシリーズに、作品こそ違うが出演していた。（要は、2001年から2002年まで放送の仮面ライダーアギトに氷川誠／G3およびG3X役で、加藤は、2003年から2004年まで放送の仮面ライダー555に長田結花／クレインオルフェノク役で出演。）
  - 『ブリコン 〜BLEACH CONCEPT COVERS〜』（2010年）において、同アニメでコン役の真殿光昭がカバーした。
  - 2007年には、阪神タイガース・矢野燿大捕手の登場曲としても使われた（甲子園球場限定）。
2. 砂のオブジェ [4:45]
作詞:冨田勇樹　作曲:石田順三　編曲:蔦谷好位置
3. マイペース（オリジナル・カラオケ）

## 演奏
マイペース
- SunSet Swish：Backing Vocal
- 佐伯大介：Vocal
- 石田潤三：Additional Piano
- 冨田勇樹、古川望：Guitars
- 坂本昌之：Piano, Keyboards, Programming
- 青山純：Drums
- 松原秀樹：Bass

砂のオブジェ
- 佐伯大介：Vocal
- 蔦谷好位置：Programming
- 冨田勇樹、山本英武：Guitars
- 種子田健：Bass

## 収録アルバム
オリジナル
- 『あなたの街で逢いましょう』（#1）

ベスト
- 『SunSet Swish 5th Anniversary Complete Best』（#1）

コンピレーション
- 『BLEACH THE BEST』（#1）